# Hohenselchow-Gross Pinnow
Hohenselchow-Gross Pinnow är en kommun och ort i Landkreis Uckermark i förbundslandet Brandenburg i Tyskland. 
Kommunen bildades den 26 oktober 2003 genom en sammanslagning av de tidigare kommunerna Gross Pinnow och Hohenselchow.
Kommunen ingår i kommunalförbundet Amt Gartz (Oder) tillsammans med kommunerna Casekow, Gartz (Oder), Mescherin och Tantow.